# Acanthodica hages
Acanthodica hages là một loài bướm đêm thuộc họ Noctuidae. Nó được tìm thấy ở Colombia.